# Adoretops pexus
Adoretops pexus is een keversoort uit de familie bladsprietkevers (Scarabaeidae). De wetenschappelijke naam van de soort is voor het eerst geldig gepubliceerd in 1833 door Zoubkoff.